# Bernard II. Sponheimský
Bernard II. Sponheimský (1180 ? – 4. ledna 1256, Völkermarkt) byl korutanský vévoda, syn vévody Heřmana a Anežky Babenberské, bývalé uherské královny.

## Život
Korutanským vévodou se Bernard stal roku 1202 po smrti staršího bratra Oldřicha. Zpočátku byl stoupencem Filipa Švábského, po jeho zavraždění začal podporovat Otu Brunšvického a poté se vrátil zpět na štaufskou stranu Fridricha II. Roku 1237 se Bernard zúčastnil vídeňského sněmu, kde císař Fridrich II. představil svého syna Konráda jako kandidáta na římský trůn. Bernard se stal jedním z Konrádových volitelů.
Roku 1213 se Bernard oženil s tehdy dvanáctiletou Juditou, dcerou českého krále Přemysla Otakara I. a Konstancie Uherské. Ke sňatku se pojí romantický příběh o lásce na první pohled:
| „                 | ...na jeden z velkých svátků...pozvala králova dcera Judita cizince a kleriky, chudé i bohaté, aby jim pro očistu lila na ruce vodu, opatřila je jídlem a pitím a aby jim poté rozdělila dary. I stalo se, že se této slavnosti účastnil také Bernard se svým doprovodem. Když k němu pro omývání rukou mladá žena přistoupila, stáhl pro ni ze svého prstu zlatý, malým kamenem ozdobený prsten... | “ |
| — Jan z Viktringu | |   |

Vévodovi Judita porodila syny Oldřicha, Filipa a Bernarda a dceru Markétu. Narození třetího syna Bernarda zřejmě zaplatila životem. Oba jsou podle dobře informovaného kronikáře Jana z Viktringu pohřbeni v cisterciáckém klášteře Mariabrunn, založeném roku 1234. Ovdovělý Bernard se znovu neoženil a dále rozvíjel rodinné vztahy s Přemyslovci.
V letech 1233 a znovu 1237 se Juditin bratr Václav I. dostal do konfliktu se svým mladším bratrem Přemyslem, moravským markrabětem. Příčinou sporu bylo předání Břeclavska Bernardovi. Břeclavským vévodou se pak stal i Bernardův syn Oldřich.
Bernard se dožil požehnaného věku a byl pohřben v rodovém benediktinském klášteře Lavanttal.